# Retroculus lapidifer
Retroculus lapidifer é uma espécie de ciclídeo nativa da América do Sul, onde é encontrada nos rios do sudeste da Bacia do Rio Amazonas, no Brasil. Foi descrita pela primeira vez em 1855 pelo naturalista francês Francis de Laporte de Castelnau, que estudou a fauna sul-americana enquanto atravessava o continente do Rio de Janeiro a Lima, em uma expedição iniciada em 1843 que durou cinco anos.

## Descrição
R. lapidifer pode atingir um comprimento máximo em torno de vinte centímetros. Assemelha-se a um pargo marinho do gênero Lutjanus. Os lábios são grandes e caídos. A cor principal do corpo é um violeta prateado iridescente, com manchas douradas aleatórias. Pequenas marcas azuis estão na face, duas linhas diagonais azuis passam pelos olhos e uma mancha preta intermitente aparece na parte mole da barbatana dorsal. Os peixes deste gênero são caracterizados pelo focinho pontudo, olhos inseridos bem atrás na cabeça, corpo deprimido com região ventral comprimida e escamas ventrais menores que as dos flancos.

## Distribuição e habitat
A espécie é endêmica do sudeste da bacia amazônica do Brasil, onde é encontrada no Rio Araguaia e no Rio Tocantins. É normalmente vista próxima ao fundo de corredeiras e trechos que tenham rápida movimentação das águas.

## Ecologia
R. lapidifer forrageia no leito do rio em corredeiras, alimentando-se de pequenos invertebrados. Sua alimentação varia com a época do ano e o nível do rio. Quando os níveis de água estão altos, a principal presa são as larvas de mosquitos quironomídeos, mas em níveis de água mais baixos predominam as larvas de Trichoptera e de Ephemeroptera. O peixe tem uma boca grande e é mais eficiente na passagem através do sedimento macio do que espécies relacionadas com aberturas menores. A bexiga natatória é reduzida em tamanho. Durante a alimentação, mergulha repetidamente de cabeça no sedimento com a boca bem aberta e depois expele areia pelas câmaras branquiais.
Um casal de R. lapidifer forma um ninho com cerca de sesenta centímetros em uma área de cascalho do leito do rio. Já foram observados peixes adultos carregando pequenas pedras na boca para construir o ninho, o que originou seu nome lapidifer, que significa "portador de pedras". Uma ninhada de cerca de duzentos ovos é colocada e o ninho é guardado por ambos os pais. Eles também viram os ovos e os movem para garantir a aeração, e os ovos eclodem em cinco a seis dias.